# Сліди (Тульчинський район)
Сліди́ — село в Україні, у Шпиківській селищній громаді Тульчинського району Вінницької області. Населення становить 890 тис.

## Історія
1768 р. — перші офіційні згадки про с. Сліди тепер Тиврівського району Вінницької області у «Справочнику Подольськой Епархии» (1901), хоча існують докази, що територія цього села була заселена раніше. Місцеві жителі знаходили предмети Трипільської та Черняхівської культури, але за браком коштів, дослідження науковцями не проводилися і тому спростувати дату заснування села поки що немає можливості.
7 (20) листопада 1917 року, відповідно до Третього Універсалу Української Центральної Ради, увійшло до складу Української Народної Республіки.
12 червня 2020 року, відповідно до Розпорядження Кабінету Міністрів України від  № 707-р «Про визначення адміністративних центрів та затвердження територій територіальних громад Вінницької області», увійшло до складу Шпиківської селищної територіальної громади.
19 липня 2020 року, в результаті адміністративно-територіальної реформи та ліквідації Тиврівського району, село увійшло до складу новоутвореного Тульчинського району.
Щодо назви села, існує декілька легенд:
- На території нинішнього села Сліди було поселення гончарів, яке складалося з 12 хат і мало назву «Гончариха». Мешканці цього поселення возили свої вироби на базар у сусіднє село Скринне, яке було розміщене між сучасними селами Бушинкою і Уяринцями. Навколо Гончарихи був ліс. Неподалік цього поселення злодії збудували курінь і переховували у ньому крадене добро. Одного разу злодії вкрали у Немирові коні і привели їх у вище згаданий курінь. Але господарі знайшли свою худобу по залишених на снігу слідах. І впіймали викрадачів. Один із злодіїв тікав босоніж, його наздогнали на одному із місцевих горбів. Цей горб і тепер місцеві називають «Босим». Поселення гончарів з тих пір стали називати Слідами.
- В селі є найвищий горб, який носить назву Турецька гора. На цьому горбу вартувала людина, яка мала віхту (розп'яте біле полотно на палиці). Вдень мешканці поселення працювали на полях і спостерігали за вартовим, який, при наближенні ворога, махав віхтою в ту сторону, в яку потрібно було тікати. Але, одного разу, вартовий не помітив, як турки увійшли у село. Ворог не пощадив нікого, всіх було вбито. Земля за лічені хвилини стала багряною від крові. Люди, які працювали на полі, врятувалися. Але повернувшись додому, у кожного із них назавжди закарбувався у серці кривавий слід. Це були сліди горя і суму за померлими родичами. Село відбудували і назвали Слідами. А от сусіднє село Скринне назавжди зникло із географічної карти України.

## Населення

### Мова
Розподіл населення за рідною мовою за даними перепису 2001 року:
| Мова            | Кількість | Відсоток |
| --------------- | --------- | -------- |
| українська      | 775       | 98.23%   |
| російська       | 9         | 1.13%    |
| білоруська      | 3         | 0.38%    |
| румунська       | 1         | 0.13%    |
| інші/не вказали | 1         | 0.13%    |
| Усього          | 789       | 100%     |

## Відомі люди

### Народилися
- Андрушко Сергій Павлович — український актор.